# Chuyện tình người trinh nữ tên Thi
"Chuyện tình người trinh nữ tên Thi" hay "Chuyện tình của người trinh nữ tên Thi" là một ca khúc do nhạc sĩ Hoàng Thi Thơ sáng tác năm 1970.

## Hoàn cảnh sáng tác
Năm 1967, Hoàng Thi Thơ thành lập tiếp Đoàn Văn nghệ Maxim với mục đích tạo ra những chương trình ca nhạc tại phục vụ tại nhà hàng Maxim ở Sài Gòn. Đoàn văn nghệ này gồm 70 nghệ sĩ, trong đó có 12 nữ diễn viên múa. Họ thường xuyên được mời lên đài truyền hình và cùng Thơ lưu diễn khắp miền Nam Việt Nam. Trong số 12 nữ diễn viên múa này có 3 chị em quê Đà Lạt là Kim Lệ Thu, Kim Lệ Xuân và Kim Lệ Thi. Kim Lệ Thi có tình cảm với một nghệ sĩ, nhưng do anh ta đã có vợ nên mối tình đó không thể trở thành sự thực. Theo nhạc sĩ Hoàng Thi Thơ, người con gái tên Thi này vì buồn khổ mà bỏ lên rừng khóc một mình, cuối cùng "chết vào một sáng mùa đông, trên nệm lá vàng". Nhạc sĩ Thơ vì thương cảm mối tình của Thi nên đã chắp bút viết nên bài nhạc này vào năm 1970. Tuy nhiên, theo ca sĩ Họa Mi, nguyên nhân cái chết của Thi là do tai nạn giao thông. Lúc Thi chết, cô mới 19, 20 tuổi.

## Trong văn hóa đại chúng
Trong trò chơi Tai ương của Việt Nam, ca khúc "Chuyện tình người trinh nữ tên Thi" được lồng vào nội dung teaser.